# Nokou
Nokou és una localitat i sotsprefectura de la regió de Kanem, a Txad.